# Ida Last-ter Haar

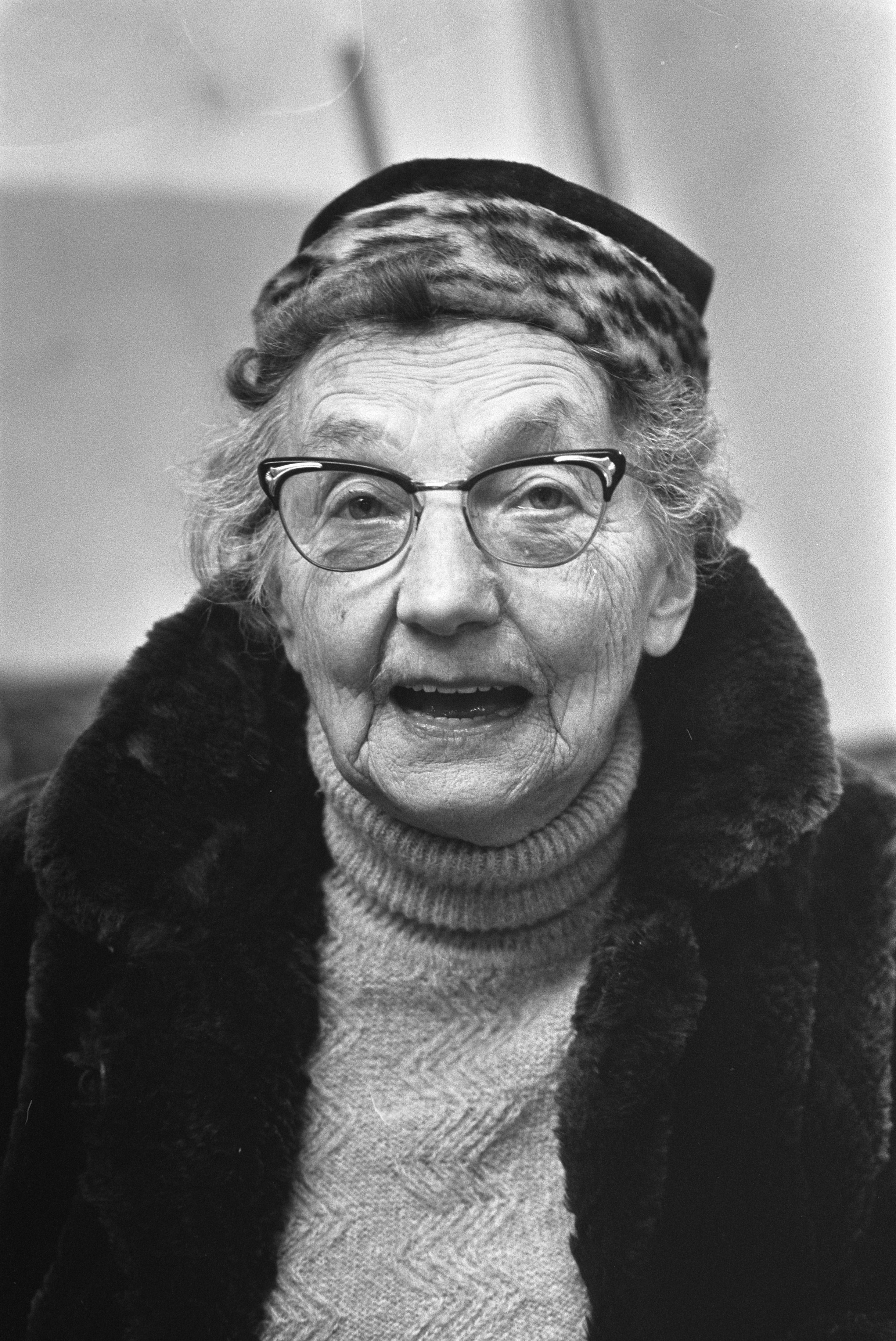
Ida Last-ter Haar, 1969

Ida Last-ter Haar (auch bekannt als Tante Iet; * 27. Juni 1893 in Sneek; † 6. November 1982 in Amsterdam) war eine niederländische Jugendtheaterregisseurin und ‑organisatorin, die Gründerin des Kinderzirkus Circus Elleboog und eine  niederländische Pionierin des Kindertheaters.

## Leben
Ida ter Haar wurde als Tochter des Rektors der Gymnasien in Zwolle und Delft Bernard ter Haar (1856–1937) und von Ida Liefrinck (1857–1931) geboren. Sie wuchs als zweites von vier Kindern in einer angesehenen bürgerlichen Familie auf. Den Großteil ihrer Kindheit verbrachte sie in Zwolle. Als einziges der Geschwister absolvierte sie eine Ausbildung zur Hauswirtschaftslehrerin, statt zu studieren. Ab 1917 arbeitete sie im Zuider Volkshuis im Rotterdamer Arbeiterviertel Vreewijk, hauptsächlich mit Kindern. Dort lernte sie 1918 den Dichter und Prosaschriftsteller Jef Last (1898–1972) kennen, der in Leiden Chinesisch studierte, aber kurz darauf zur See fuhr. Sie heiratete ihn im November 1923 in Renkum und bekam drei Töchter: Femke (1923), Anki (1925) und Mieke (1927). Die Familie lebte in Bennekom, Hilversum und Rotterdam, wo Ida Last-ter Haar bei verschiedenen Jugendprojekten arbeitete. Anfang der 1930er gestand Jef Last seiner Frau seine Homosexualität. Das Paar entschied zusammenzubleiben. Im selben Jahr wurde Ida Last-ter Haar Inspektorin beim Amsterdamer Spielplatzverband, wo sie die ehrenamtlichen Mitarbeiter auf den Spielplätzen und in den Vereinshäusern beaufsichtigte. Ab diesem Jahr lebte sie mit der Familie wieder in Amsterdam.
Das Paar war beeindruckt vom Kommunismus, war kurzzeitig in der Revolutionair Socialistische Partij und im Nationaal Arbeids-Secretariaat von Henk Sneevliet aktiv und reiste 1932 in die Sowjetunion. Ida Last-ter Haar interessierte sich für die pädagogische Arbeit, besuchte Spielplätze, Kinderlager und das Moskauer Kindertheater von Natalija Iljinitschna Saz (1903–1993). Der von anderen Kindertheatern abweichende Ansatz, die Kinder beim Schreiben der Stücke einzubeziehen, sie die Aufführungen bewerten zu lassen und sich selbst eine Meinung bilden zu lassen, beeindruckte sie sehr. Zurück in den Niederlanden wurde sie 1933 wegen der Teilnahme an einer kommunistischen Demonstration gegen eine nationalsozialistische Filmvorführung vom Amsterdamer Spielplatzverein entlassen. Ende 1933 gründete sie im Stadtteil Kinkerbuurt ihre eigene Kindertheatergruppe nach sowjetischem Vorbild, bestehend aus Straßenkindern, Mitgliedern der kommunistischen Jugendbewegung und ihren eigenen Töchtern. Ihre Art der Theaterarbeit sollte Selbstbewusstsein und die Eigeninitiative der Kinder fördern. Einige Stücke hatten einen kommunistischen Charakter, andere richteten sich gegen Krieg und Autoritätsdenken. Die Zirkusnummern umfassten Volkstänze, Gesang, Schattenspiele und anschließende Diskussion mit dem Publikum. 1935 zog die Gruppe, die nun „Vrolijke Brigade“ hieß, in ein zum Theater umgebautes Gebäude im Jordaan und trat hauptsächlich für die kommunistische Bewegung auf. Im Sommer 1935 reiste die Gruppe durch die Niederlande, 1936 durch Flandern und 1938 durch Dänemark. Bei öffentlichen Aufführungen in Amsterdam mussten ab 1936 vorab alle Texte bei der Polizei eingereicht werden. Im Herbst 1938 wurde die Gruppe aufgelöst.

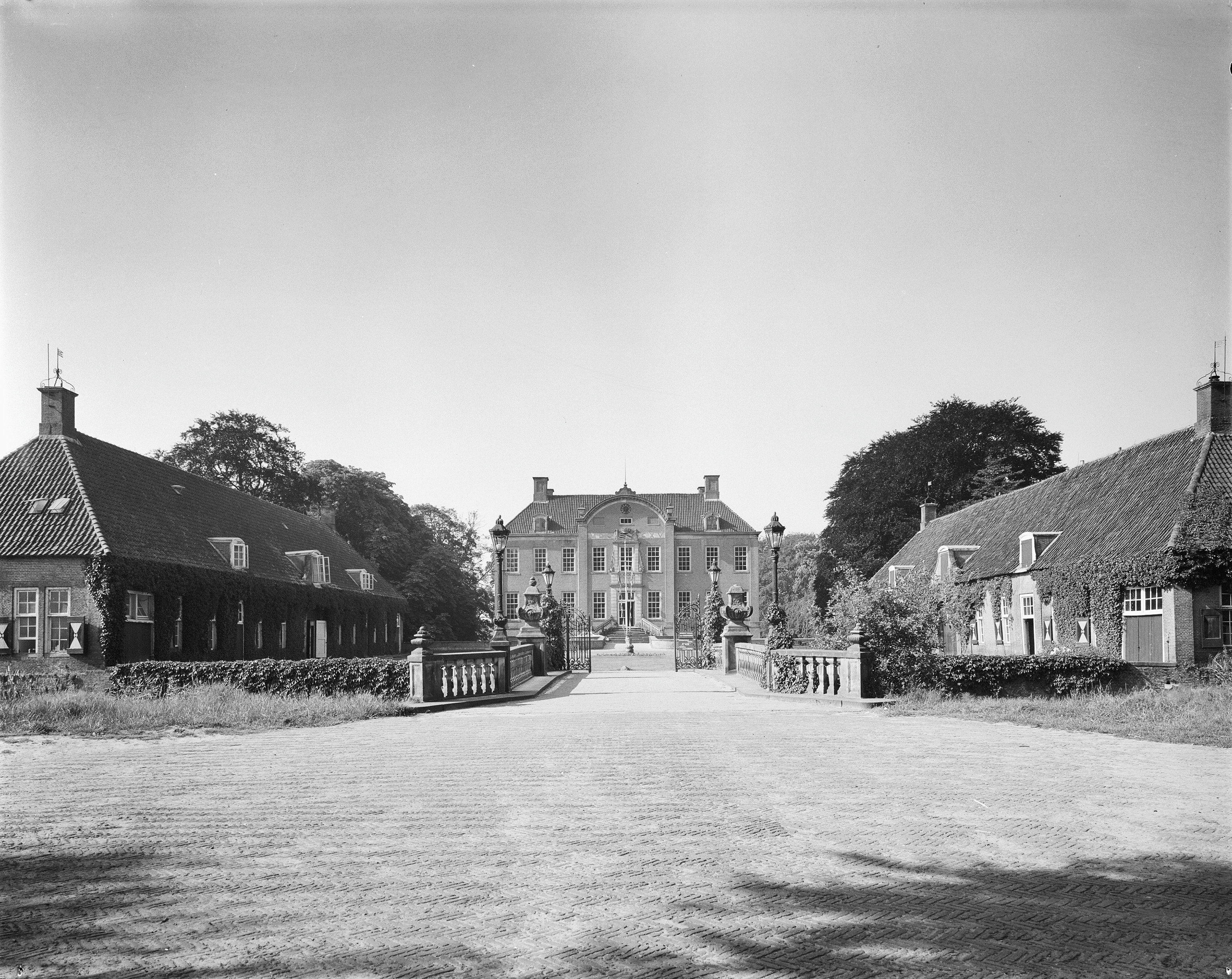
Landgut Eerde

Im Jahr 1938 ließ sich das Paar scheiden, weil Jef Last wegen seiner Teilnahme am spanischen Bürgerkrieg als Mitglied der internationalen Brigaden die niederländische Staatsbürgerschaft aberkannt wurde. Diese Maßnahme galt automatisch auch für seine Frau. Durch die Scheidung erhielt Ida Last-ter Haar die niederländische Staatsbürgerschaft zurück, nahm Ende 1938 ihre Arbeit im Zuider Volkshuis wieder auf und zog mit den Kindern nach Rotterdam. 1942 betreute sie im Internat der Internationalen Quäkerschule auf dem Landgut Eerde bei Ommen eine kleine Gruppe von Lehrern und Kindern. Nach dem Krieg richtete sie dort gemeinsam mit ihrem Mann eine Bleibe für aus Deutschland zurückgekehrte Kriegsgefangene und Zwangsarbeiter ein. Mitte 1946 heiratete sie Jef Last erneut.
Zurück in Amsterdam organisierte Ida Last-ter Haar wieder Jugendaktivitäten. Ende 1949 gründete sie im Auftrag des Förderfonds Pro Juventute in der Galerie des zwanzig Jahre zuvor abgebrannten Paleis voor Volksvlijt am Frederiksplein ein Vereinshaus für die Amsterdamer Kinder aus Arbeitervierteln und die Straßenjugend, das unter anderem Kurse in Kunsthandwerk, Tischlerei, Nähen, Volkstanz und Zirkusnummern anbot. Daraus ging der Kindercircus Elleboog hervor, den Ida Last-ter Haar ähnlich wie die Vrolijke Brigade mit Blick auf den Eigenbeitrag und das Verantwortungsbewusstsein der Kinder führte, allerdings ohne eine politische Botschaft. Die Kinder konnten Einradfahren, Seiltanzen, Zaubertricks oder Clownerie lernen. Das Zirkustheater war in den Niederlanden und im Ausland sehr erfolgreich.

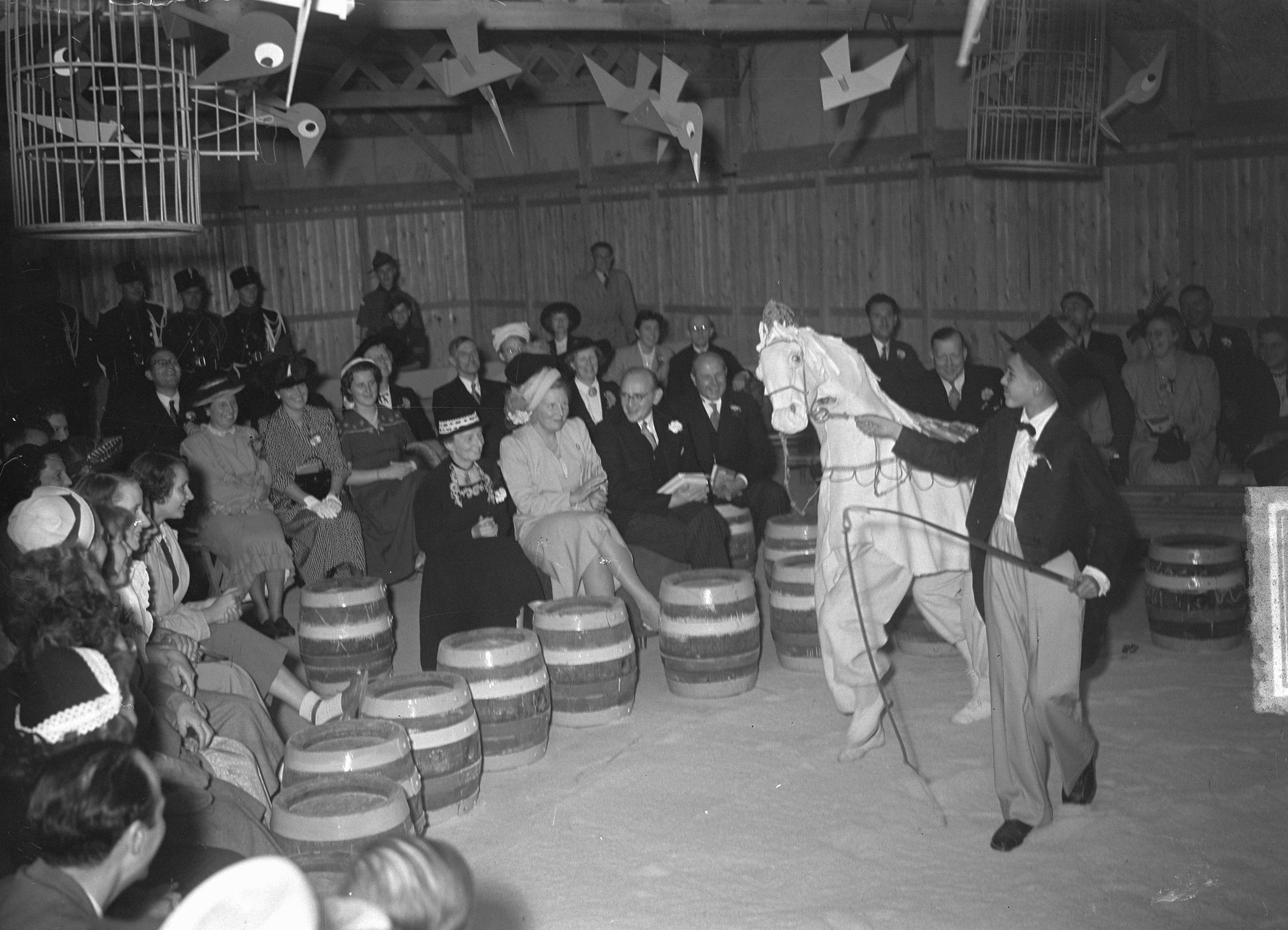
Königin Juliana bei der 1. Vorstellung des Circus Elleboog, 1949
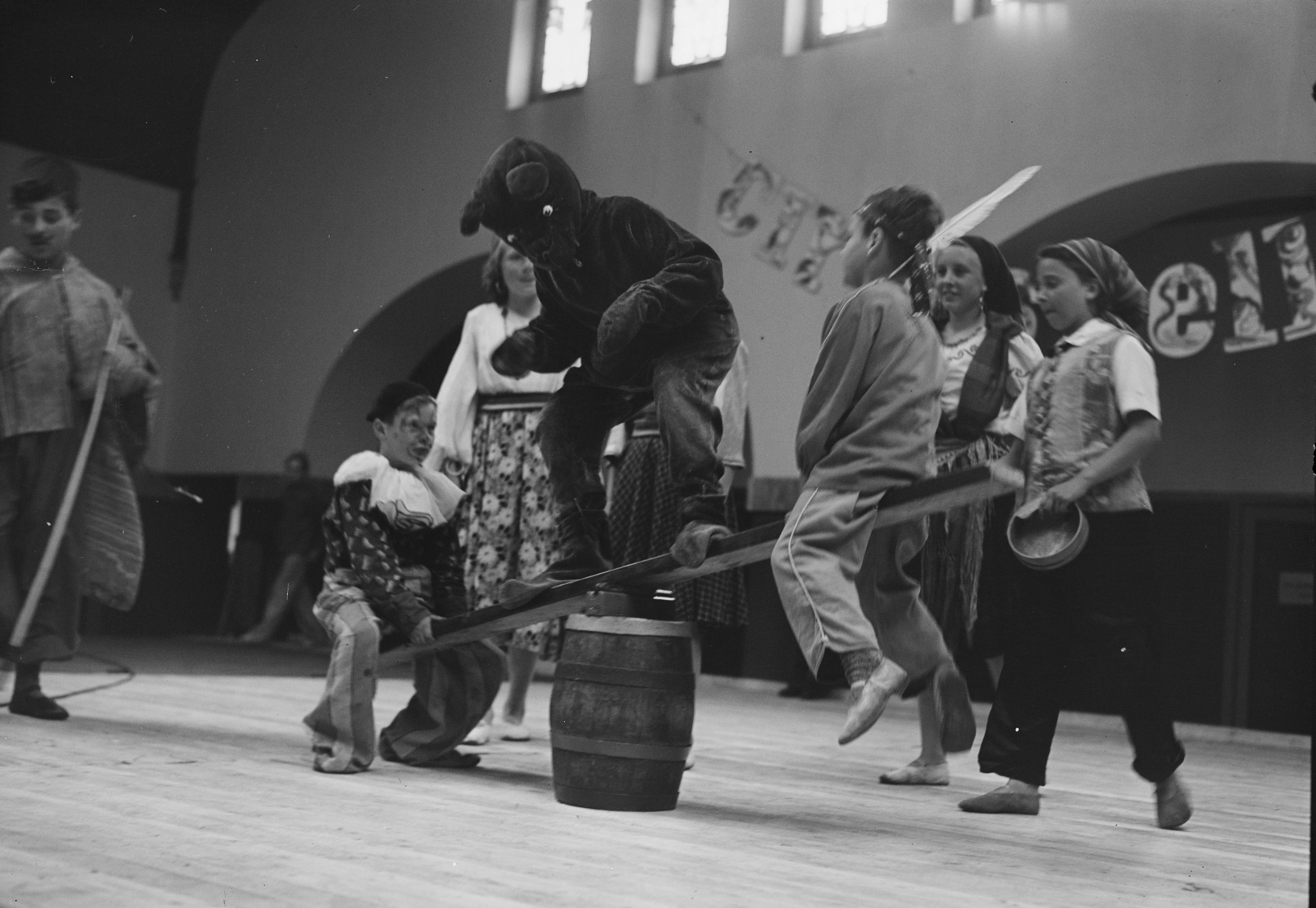
Aufführung 1950
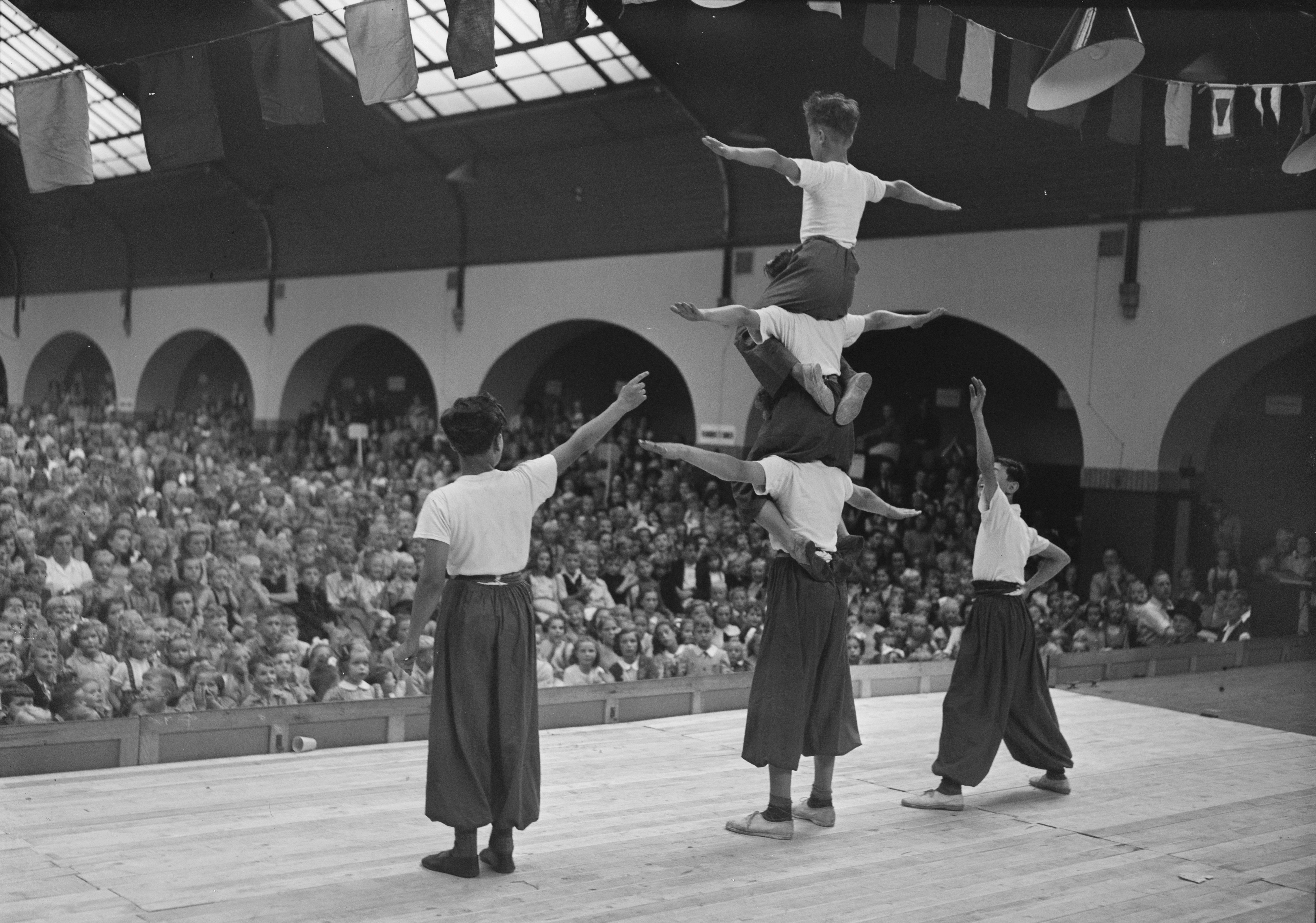
Aufführung 1950
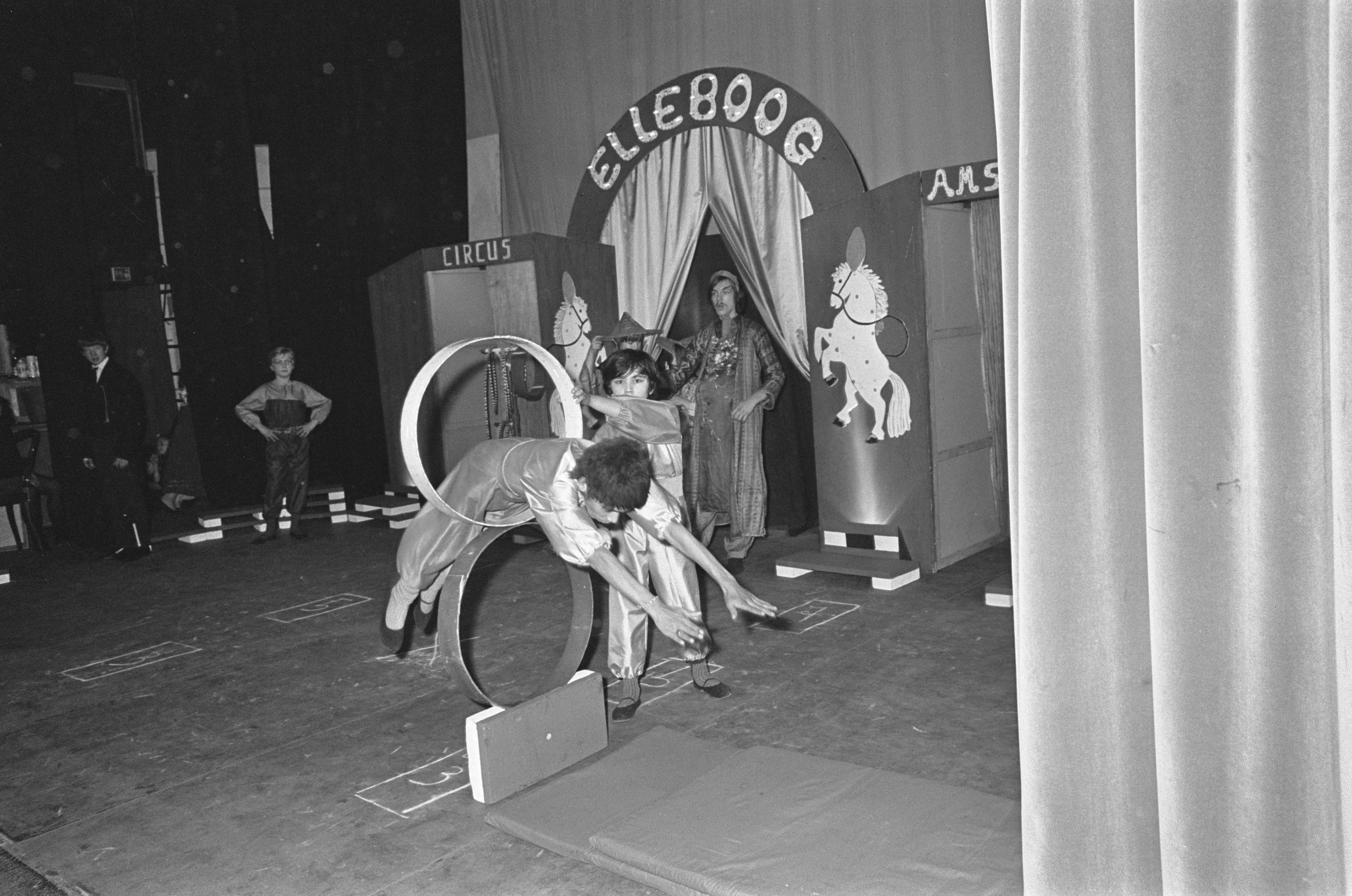
Aufführung 1966
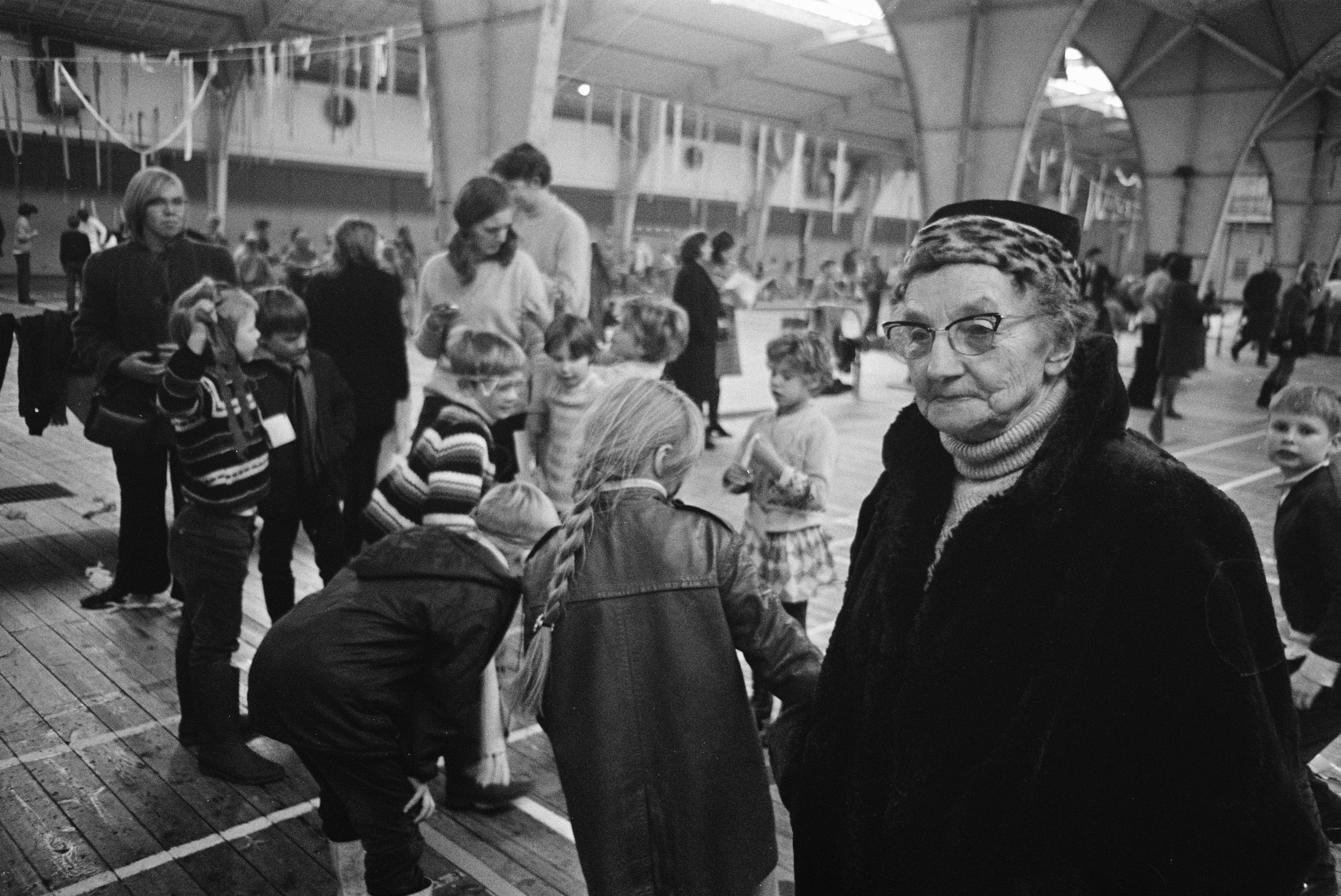
Ida Last-ter Haar beim 20. Jahrestag des Zirkus, 1969

Im Jahr 1959 wurde Ida Last-ter Haar zum Ritter des Ordens von Oranien-Nassau ernannt. 1960 zog der Zirkus von der Galerie Nr. 7 hinter dem Frederiksplein in eine alte Zuckerfabrik in der Egelantiersstraat im Jordaan, die von den Kindern und Freiwilligen in ein Vereinshaus umgebaut wurde, und Ida Last-ter Haar übergab die Geschäftsführung an John Pijnacker Hordijk. Im Jahr 1969 zog sie mit ihrem Mann in das Rosa Spier Huis in Laren. Nach seinem Tod 1972 lebte sie im Flevohuis in Amsterdam, wo sie im November 1982 starb.

## Veröffentlichungen
Ida ter Haar veröffentlichte unter dem Namen Last-ter Haar:
- Moeder en kind in de Sowjet-Unie. Rusland van Heden 1, Nr. 1, 1933
- Het Moskouse kindertheater. Kommunisme 1, Nr. 2, Februar 1935, S. 28–29.
- Toneelarbeid met kinderen. AFTB-Bulletin 10/11, Sommer 1935, S. 2–3
- Kindertoneel, Leven en Werken. Juli 1936, S. 354–358
- De grote en de kleine boeman. In: Russisch Vertelselboek, Amsterdam 1936, S. 41–44
- Een blij geluid, Een keuze uit het werk van Hermien van der Heide (Haarlem [1947]) [bevat een inleiding door Ida Last].
- Jeugdleidercursus B, deel III: Toneelspelen met kinderen, Hoofdbestuur der Maatschappij tot Nut van ’t Algemeen (Hrsg.), Amsterdam 1950
- De avonturen van het aapje Pibo in Wonderland, Baarn 1950